# ادامو، بخش بیالوبرزگی
ادامو، بخش بیالوبرزگی (به لاتین: Adamów, Białobrzegi County) در لهستان است که در Gmina Promna واقع شده‌است.